# Graham Bower
Graham John Bower (Kerry, 15 giugno 1848 – 24 agosto 1933) è stata una diplomatico britannico, considerato ufficialmente il responsabile del Jameson Raid.

## Biografia
Maggiore dei sette figli dell'ammiraglio scozzese James Paterson Bower, era irlandese di nascita e per parte di madre (gli Hickson, una ricca famiglia di possidenti terrieri). Ancora bambino rientrò con la famiglia in Scozia, dove venne educato a Edimburgo e, a soli 13 anni, inviato all'accademia navale di Gosport per seguire le orme paterne nella Royal Navy. Nel 1879 ottenne il grado di capitano di vascello sull'HMS Conflict, un piccolo schooner in servizio nel Pacifico meridionale. Durante le missioni navali svolte in quegli anni, il giovane e promettente ufficiale di marina ebbe modo di frequentare la buona società di Sydney, nel Nuovo Galles del Sud, dove conobbe due delle persone più importanti per il suo futuro: sir Hercules Robinson da un lato, governatore inglese di quel territorio australiano dal 1872 al 1879, e miss Maude Laidley Mitchell dall'altro, con cui si fidanzò nel 1880.

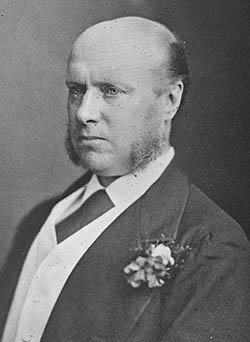
Hercules Robinson

Nel 1881 Bower lasciò quindi la marina per intraprendere la carriera diplomatica nell'amministrazione imperiale britannica accettando la proposta di sir Robinson, nominato nel frattempo governatore della Colonia del Capo e alto commissario britannico per l'Africa australe, di trasferirsi a Città del Capo come suo segretario; mentre all'inizio dell'anno successivo rientrò per qualche tempo a Sydney per portare all'altare la giovane sposa, anglicana e puritana quanto lui, dalla quale avrebbe avuto una figlia nel 1888. In quel periodo (1884), dopo aver collaborato strettamente con Robinson nel condurre in porto le trattative fra Gran Bretagna e Repubblica del Transvaal con la Convenzione di Londra che concluse la prima guerra anglo-boera, Bower si trovò attivamente coinvolto nella questione delle repubbliche boere di Stellaland e Goshen, con le continue violazioni territoriali di tedeschi e boeri, che portò alla spedizione del generale Charles Warren in Bechuanaland e all'annessione britannica di quei territori.
Dopo le dimissioni di Robinson nel 1889, Bower mantenne l'incarico di segretario imperiale anche con il suo successore, sir Henry Loch, e di nuovo con Robinson quando questi ritornò nella Colonia del Capo nel maggio 1895 su precisa richiesta dell'allora primo ministro Cecil Rhodes (che accanto gli volle appunto il segretario Bower). Pochi mesi dopo si verificò il disastroso Jameson Raid (29 dicembre 1895 - 2 gennaio 1896), in cui erano coinvolti a vario titolo esponenti politici britannici di primo piano (a cominciare dagli stessi Hercules Robinson e Cecil Rhodes fino al ministro per le colonie Joseph Chamberlain); di fronte alla commissione d'inchiesta Bower mantenne il più stretto riserbo sui fatti di cui era a conoscenza e con quel comportamento salvò indubbiamente la reputazione di alcuni alti ufficiali e governanti, ma divenne allo stesso tempo il capro espiatorio della vicenda. Dopo un anno di sospensione dall'incarico, dovette quindi lasciare Città del Capo venendo trasferito e retrocesso a segretario coloniale nelle isole Mauritius (1898). In seguito avrebbe scritto vari testi a difesa del proprio operato per riabilitare il proprio nome e per ottenere il reintegro nelle proprie funzioni presso il servizio coloniale, ma sempre senza successo.
Ritiratosi dal servizio attivo nel 1909, l'anno successivo scrisse i suoi ricordi (Reminiscences) e negli anni seguenti si impegnò nei movimenti a favore della pace internazionale, che vedeva seriamente minacciata, lavorando in particolare per l'ILA (International Law Association) e la Grotius Society (di cui fu tra i fondatori nel 1915 e di cui fu presidente nel 1921), ma opponendosi a organismi come la Società delle Nazioni perché lesivi della sovranità nazionale. Morì, ancora amareggiato e disilluso, nel 1933. La battaglia per la sua riabilitazione e il ripristino della verità storica è stata continuata dalla figlia Maude fino alla propria morte (1973).